# 別洛焦爾斯科耶區

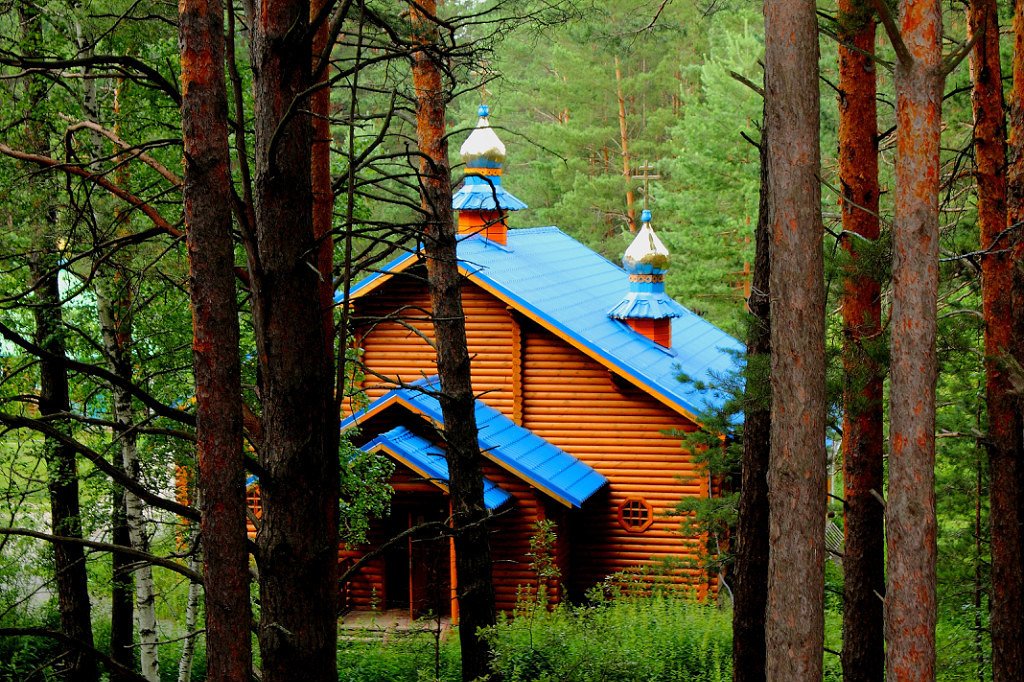

56°01′N 65°42′E / 56.017°N 65.700°E
別洛焦爾斯科耶區（俄语：Белозерский район），是俄羅斯的一個區，位於該國南部，由庫爾干州負責管轄，面積3,420平方公里，2010年該區人口16,934，人口密度每平方公里4.95人。